# Monclar-de-Quercy
Monclar-de-Quercy is een gemeente in het Franse departement Tarn-et-Garonne (regio Occitanie) en telt 1265 inwoners (1999). De plaats maakt deel uit van het arrondissement Montauban.

## Geografie
De oppervlakte van Monclar-de-Quercy bedraagt 37,4 km², de bevolkingsdichtheid is 33,8 inwoners per km².
De onderstaande kaart toont de ligging van Monclar-de-Quercy met de belangrijkste infrastructuur en aangrenzende gemeenten.

## Demografie
Onderstaande figuur toont het verloop van het inwonertal (bron: INSEE-tellingen).